# Raymond de Jaegher

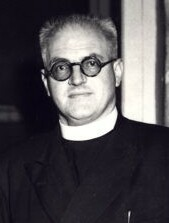
Raymond J. de Jaegher

Raymond-Joseph de Jaegher (1905-1980) là một linh mục Công giáo người Bỉ. Ông là một trong những giáo sĩ đóng vai trò quan trọng trong việc truyền giáo ở Đông Á, từng là cố vấn cho Chính phủ Ngô Đình Diệm tại miền Nam Việt Nam giai đoạn 1955-1963.

## Xuất thân
Raymond de Jaegher sinh ngày 13 tháng 9 năm 1905 ở Courtrai, Bỉ. Ông là người con cả trong gia đình có năm người con. Cha ông qua đời sớm khi mới 38 tuổi, nên mẹ ông đã đưa cả gia đình sang Anh sinh sống. Thời trẻ, ông gia nhập dòng Tên, theo học ở Anh và Học viện Thần học Louvain (Université catholique de Louvain) để lấy bằng Thạc sĩ Thần học.
Khoảng năm 1930, được linh mục Frédéric-Vincent Lebbe (tên Trung Quốc 雷鳴遠, Lei Mingyuan, Lôi Minh Viễn) giới thiệu, ông đến Trung Quốc theo nhiệm vụ của hội truyền giáo Trung Quốc S.A.M. (Société Auxiliaire des Missions). Ông lấy tên Trung Quốc là Lei Zhenyuan (雷震远, Lôi Chấn Viễn), đến Hà Bắc làm mục vụ. Lễ tấn phong chức linh mục của ông do chính giám mục An Quốc là Gioan Baotixita Vương Tăng Nghĩa làm chủ phong.

## Hoạt động tại Trung Quốc
Khi chiến tranh với Nhật Bản bùng nổ, ông từng giữ vai trò quyền huyện trưởng huyện An Quốc trong một thờigian ngắn. Trong Kháng chiến chống Nhật, An Quốc trở thành vùng giải phóng của Đảng Cộng sản Trung Quốc, ông thường xuyên có những cuộc tiếp xúc với lãnh đạo của Trung Cộng tại khu giải phóng là Lữ Chính Thao (吕正操), người về sau trở thành một trong những Thượng tướng Quân Giải phóng Nhân dân Trung Quốc. Trong các cuộc trao đổi, ông thường xuyên biểu lộ quan điểm không tán thành đường lối cách mạng bạo lực của phe Cộng sản. Năm 1943, ông bị quân Nhật bắt và bị đưa đi giam cầm trong trại tập trung ở Duy huyện (Sơn Đông) cùng với nhiều giáo sĩ khác cho đến tận tháng 8 năm 1945.
Sau chiến tranh chống Nhật, ông vẫn tiếp tục truyền giáo ở Hoa Bắc. Tháng 7 năm 1946, dưới sự hỗ trợ của Sứ thần Tòa Thánh tại Trung Quốc, Tổng giám mục Antonio Riberi, ông đã thành lập tổ chức vũ trang "Công giáo Thanh niên Báo quốc Đoàn" (còn gọi là Dân chúng Tự vệ Đoàn hay Dân chúng Kiến quốc Hiệp tiến Hội) ở Bắc Bình để tham gia vào cuộc nội chiến Quốc - Cộng. Ông tự mình đảm nhiệm vị trí Tổng chỉ huy, Diêu Quang Viễn và Nhậm Bội Trạch làm Phó chỉ huy, Điêu Hóa Nhân làm Bí thư trưởng. Hai phân đoàn đầu tiên được thành lập ở Sơn Đông và Chahar, sau đó các phân đoàn Hà Bắc, Tuy Viễn và Sơn Tây được thành lập. Mỗi phân đoàn có chỉ huy, tuyên úy và bí thư riêng, dưới là các đội công tác. Ngoài ra, ông còn cho thành lập 11 trạm tình báo ở Thạch Gia Trang, Bảo Định, Trác huyện, Thiên Tân, Bạc Đầu, Thông huyện, Lô Đài, Thúc Lộc, Tuyên Hóa, Đường Sơn và Thái Nguyên.
Các tổ chức vũ trang Công giáo do de Jaegher thành lập hoạt động tích cực cùng với Quốc dân Đảng chống lại Cộng sản Đảng. Tuy nhiên, cuối năm 1948, phe Cộng sản kiểm soát được Hà Bắc, lực lượng Báo quốc Đoàn Công giáo tan rã, nhiều thành viên lãnh đạo rút về Bắc Kinh trước khi đào vong qua Đài Loan.

## Hoạt động ở miền Nam Việt Nam
Sau thất bại hoàn toàn của Quốc dân Đảng tại Trung Quốc đại lục năm 1949, de Jaegher đến Mỹ, cư trú tại Maryknoll (New York). Ông là Ủy viên Hội đồng quản trị Viện Nghiên cứu Viễn Đông của Đại học Seton Hall (New Jersey) từ năm 1950-1953. Năm 1952, ông viết cuốn sách "THE ENEMY WITHIN: An Eyewitness Account of the Communist Conquest of China" (KẺ THÙ BÊN TRONG: Lời kể của nhân chứng về cuộc chinh phục của cộng sản Trung Quốc), nhắc lại kinh nghiệm của ông ở Trung Quốc và bày tỏ sự bất mãn mạnh mẽ đối với cuộc cách mạng bạo lực. Cũng trong thời gian này, ông được cho là đã có những liên hệ với một cựu thượng thư gốc Công giáo trong triều đình Đại Nam đang lưu vong tại Mỹ có tên là Ngô Đình Diệm, một nhân vật mà tương lai mở ra một giai đoạn mới trong cuộc đời chính trị của de Jaegher. Có lẽ do chính ảnh hưởng của de Jaegher, mà tháng 5 năm 1953 Ngô Đình Diệm từ Mỹ sang Pháp rồi sau đó qua Bỉ trú ngụ trong tu viện Benedictine tại Saint-André-les-Bruges chờ cơ hội trở về Việt Nam.
Hai năm sau, năm 1955, Ngô Đình Diệm, khi này đã là Thủ tướng Quốc gia Việt Nam, đã phế truất Quốc trưởng Bảo Đại và thành lập chính thể Việt Nam Cộng hòa ở miền Nam Việt Nam, tự mình nắm giữ cương vị Tổng thống. Là một người Công giáo chống Cộng nhưng chịu nhiều ảnh hưởng của Nho giáo giống như Tổng thống Trung Hoa Dân quốc Tưởng Giới Thạch, Tổng thống Diệm bày tỏ nhu cầu học hỏi kinh nghiệm từ những thành công và thất bại của Trung Hoa Dân quốc trong cuộc chiến chống Cộng sản tại Việt Nam. Với bề dầy kinh nghiệm tại Trung Quốc, de Jaegher sang miền Việt Nam với tư cách là Tổng đại diện Hiệp hội Tự do Thái Bình Dương, Khu vực Viễn Đông. Trên thực tế, ông giữ vai trò cố vấn giáo dục cho Tổng thống Diệm, đồng thời cũng là một liên lạc viên không chính thức giữa Tổng thống Diệm với cộng đồng Hoa kiều, vốn giữ một vai trò quan trọng trong kinh tế và chính trị tại miền Nam Việt Nam lúc bấy giờ.
Tuy nhiên, chính Ngô Đình Diệm lại nhanh chóng đánh mất đi uy tín trong dân chúng với những cáo buộc độc tài, gia đình trị, cùng những ưu ái quá mức cho phía Công giáo. Chỉ 5 năm sau khi chính thể Việt Nam Cộng hòa thành lập và Tổng thống Diệm đạt đỉnh điểm quyền lực, một cuộc đảo chính quân sự đã nổ ra, do 2 sĩ quan cao cấp là Nguyễn Chánh Thi và Vương Văn Đông chỉ huy. Hoảng hốt trước tình hình đó, Tổng thống Diệm đã có một quyết định bất ngờ khi giao cho linh mục de Jaegher một nhiệm vụ đặc biệt: liên lạc với Tòa Đại sứ Mỹ và đề nghị cho "thủy quân lục chiến đổ bộ để bảo vệ tính mạng người Mỹ và giữ sân bay" bấy giờ đang bị quân đảo chính kiểm soát. Tuy nhiên, Mỹ không động tĩnh gì vì không thấy nguy cơ về thương vong cho họ, trong khi vẫn đang giữ liên lạc chặt chẽ với quân đảo chính. Đây là lần thứ nhất Tổng thống Diệm đề nghị sự can thiệp của quân đội Mỹ vào tình hình Việt Nam.
Năm 1963, trong khi chính quyền Ngô Đình Diệm sụp đổ, Raymond de Jaegher trở lại Hoa Kỳ qua ngã Đài Loan. Ông tiếp tục hoạt động trong phong trào Hiệp hội Tự do Thái Bình Dương ở châu Á và thường xuyên quan tâm đến tình hình chính trị ở miền Nam Việt Nam. Sau năm 1967, ông thỉnh thoảng có tiếp xúc và thường xuyên thư từ trao đổi với Vũ Ngọc Nhạ, một yếu nhân của phong trào Công giáo miền Nam, người mà về sau được xác thực thân phận là một điệp viên cao cấp của phía Cộng sản.
Đầu tháng 4 năm 1975, chỉ chưa đầy 1 tháng trước khi chính thể chống Cộng sản ở Việt Nam sụp đổ, National Catholic Register trích dẫn nguồn tin từ linh mục Raymond de Jaeghrer cho biết quân Cộng sản Việt Nam đã giết chết các giám mục Nguyễn Huy Mai, Nguyễn Văn Hòa và một số linh mục khác. Báo này cũng cho biết linh mục de Jaegher đã dự đoán hàng triệu người miền Nam Việt Nam sẽ bị Cộng sản giết khi họ hoàn thành chiếm miền Nam. Các thông tin về việc các giám mục bị giết chết là không chính xác.
Raymond de Jaegher qua đời tại New York ngày 6 tháng 2 năm 1980.

## Tác phẩm
- Với Kuhn, Irene Corbally (1952). The Enemy Within: An Eyewitness Account of the Communist Conquest of China (bằng tiếng Anh). Garden City, NY: Doubleday.